# 蔡章閣
蔡章閣，祖籍潮阳，香港商人，曾經係香港中華廠商聯合會會長。14岁時來香港經商。他一開始主要將中國製造的商品出口到南洋各地，後來又創辦金属制品厂。1968年成為非官守太平绅士。